# 이감 (조선)
이감(李戡, 1516년 10월 27일 ~ 1583년 음력 윤달 2월 19일)은 조선시대 중기의 문신, 작가, 유학자, 정치인이다. 본관은 우계(羽溪)이고 자(字)는 언신(彦信) 또는 언신(彦愼), 초명은 언소(彦昭)이고, 호는 미상이다. 일명 이감(李勘)으로도 쓴다. 이광식의 아들이며 충장공 이복남(李福男)의 종조부이다.
1543년(중종 38년) 생원시에 합격하고 그해 9월 식년문과에 을과로 급제, 승문원 권지, 예문관 검열 등을 거쳐 《중종실록》 편찬에 기주관으로 참여하였다. 이후 형조의 낭관, 홍문관 수찬, 교리 등 홍문관과 사간원의 여러 직책을 역임하고 참판, 대사헌을 지내고 대호군에 이르렀다. 장흥부사, 종성부사로 출안 송덕비가 세워졌다. 한때 윤원형(尹元衡)의 심복이었다가 그를 배신하고 다시 이량(李樑)의 편에 가서 붙었다.
윤원형, 윤춘년 등과 결탁하여 사림파를 공격하다가 후에 명종이 점차 윤원형 세력을 견제할 목적으로 왕비 인순왕후의 외삼촌인 이량의 세력을 후원하여 윤원형을 견제하자 다시 이량의 편에 가담하여 윤원형 일파 및 사림파와 대립하기도 하였다. 1563년(명종 18년) 10월 이량의 몰락으로 충청도 수안에 유배되었다가, 다시 함경도 경원으로 이배되었다. 윤원형의 몰락 후 사림파로부터 거듭 공격을 받았으나 1581년 대재앙으로 석방되었다. 유배 생활 중에도 학문연구를 계속하여 문하생들을 길러내기도 했다. 강원도 강릉 출신.

## 생애

### 생애 초기
이감은 1516년(중종 10) 10월 27일에 태어났으며, 강원도 강릉 출신으로, 할아버지는 병마절도사 이지방(李之芳)이고, 아버지는 병조참판 이광식(李光軾)이며, 어머니는 함안이씨(咸安李氏)로 평안도관찰사 정국공신 양간공 안재 이세응(安齋 李世應)의 둘째 딸이다. 부인 풍천임씨(豊川任氏)는 의정부좌참찬 정헌공 임권(任權)의 딸이며, 지중추부사 소간공 임유겸의 손녀이고, 관찰사 임추의 조카딸이다. 후처 예천윤씨(醴泉尹氏) 또는 예산윤씨(禮山尹氏)는 윤연수의 딸이다. 후처는 1810년(순조 10년) 발간한 우계이씨 족보에는 예산윤씨로 나타난다.
할아버지 이지방의 대에 종2품 벼슬에 올라 가세가 일어섰다. 아버지 이광식과 동생 이전, 이용은 모두 변방의 장수로 활동하였다. 할머니는 청송심씨로 망세당 심선의 손녀이고, 개국공신 심덕부(沈德符)의 5대손이 된다.
형은 이계변(李繼邊)으로 요절하였고, 동생은 이전(李晉+戈)과 이용(李庸+戈)으로 무신으로 활동하였으며, 이전은 충장공 이복남(李福男)의 조부였다. 3명의 누이 중 1명은 신호(申濩)에게, 다른 1명은 정종의 왕자 진남군 이종생(鎭南君 李終生)의 5대손이며 계원군 이의(桂原君 李艤)의 손자인 현감 이춘림(李春林)에게 출가했고, 또다른 1명은 윤사흔의 증손 윤강(尹綱)에게 출가하였다. 그는 문정왕후 및 소윤 윤원형, 윤원로, 윤춘년 일가와 겹사돈이었는데, 그의 고모부 윤확은 윤원형, 윤원로, 윤춘년의 6촌 형이었고, 그의 누이는 윤원형, 윤원로 형제의 형 윤원개의 아들 윤강(尹綱)에게 시집갔다. 또한 외조카딸 중 1명은 이중경(李重慶)의 후처가 되었다.
어려서 성리학자에게 수학하였으나 스승의 이름은 실전되어 미상이다. 어려서 이름은 언소(彦昭)인데, 뒤에 감으로 개명하였다. 자는 언신(彦信), 언신(彦愼)이다.
가깝게 지낸 인물로는 이중경, 안종도 등이 있다. 미암 유희춘(眉巖 柳希春)과도 교류하였는데, 무위루(武威樓)에서 미암 유희춘이 그에게 시를 지어 증정하기도 했다. 유희춘은 그의 동생 이전도 종종 유희춘을 찾았고, 이전은 자신이 임지로 부임할 때 유희춘에 집에 들러 인사를 주고받기도 했다. 사돈이기도 한 윤춘년(尹春年)과도 가깝게 지냈다. 윤춘년은 이감을 공격하는 인사들을 공격하여 그를 후견하였다.

### 과거 급제
1543년(중종 38년) 생원시에 합격하고, 그해 식년문과(式年文科)에 을과(乙科) 3위로 급제, 승문원권지에 보임된 뒤 사관(史官)을 거쳐 홍문관과 사간원의 여러 직책을 역임하였고, 《중종실록》 편찬시 조봉대부(朝奉大夫) 행 예조정랑 겸 승문원 교리(行禮曹正郞兼承文院校理)로 춘추관기주관(春秋館記注官)을 겸임하여 편찬에 참여하였다. 1544년(중종 39) 11월 병으로 직무 수행이 불가능한 중종이 세자 인종에게 전위를 선언할 때 사관(史官)으로 홍언필, 윤인경, 임열(任說), 강사안(姜士安) 등과 함께 입시하였다.
1545년(인종 1) 1월 예문관대교(待敎)가 되고, 춘추관기사관(記事官)으로 사관이 되었다. 사관으로 재직 시 동료의 직언(直言)을 외부로 누설한 일로 이후 여러번 비판을 받았다. 그해 6월 예문관봉교가 되었다가 사관으로서 직무에 꼼꼼하지 못한 점과 실록 누설을 이유로 사간원의 탄핵을 받았으나, 인종이 파직은 과하다 하여 체직으로 종결되었다. 그러자 대간이 여러번 상주하여 파직되었다. 1545년(명종 즉위년) 예문관대교(待敎)가 되었다. 그러나 전에 동료의 직언을 누설한 일로 1545년(명종 즉위)에 사간원의 탄핵을 받아 홍문관 정자에서 면직되었다.

### 관료 생활 초반
그 뒤 복직, 1545년 예문관봉교로 있으면서 자문 서사관(咨文書寫官)이 되어 중국 명나라에 보내는 자문(咨文)의 글씨를 잘 써서 그해 10월 명나라로부터 칭찬을 들었으며, 이어 사간원정언이 되어 윤원형(尹元衡)·윤춘년(尹春年) 등과 결탁, 사류를 공격하는 데 가담하였다.
1545년(명종 즉위) 11월 홍문관정자(正字)가 되었다가, 이전에 사관으로 있을 때 사국(史局)에서 들은 동료들의 직언(直言)을 다른 사람에게 누설한 일로 사간원의 탄핵을 받고 체직되었다. 명종 연간에 정언을 비롯한 삼사(三司)의 관직을 두루 역임하면서 원계검(元繼儉), 진복창(陳復昌), 심봉원(沈逢源) 등과 함께 이언적(李彦迪) 등이 유인숙(柳仁淑)과 결탁했다는 이유로 탄핵하는 등, 윤원형(尹元衡), 윤원로, 윤춘년 등을 도와 사림파(士林派)를 공격하는데 참여했다.
이감은 허엽이 이조좌랑이 되었을 때에 자신의 청요직 취임에 반대한 것으로 감정을 갖게 된다. 1553년 9월 허엽의 종가(宗家)가 불에 타서 다시 집을 짓게 되었는데, 이감은 의심스러운 흔적을 찾아내 허엽을 몰아붙였다. 이에 대사헌 윤춘년(尹春年)이 믿고 허엽을 탄핵하려 하였는데, 어떤 사람이 윤춘년에게 ‘허엽이 짓는 것은 종가이다. 의심스러운 흔적을 가지고 논박한다면, 한지원(韓智源)과 심전(沈銓)은 어떻게 할 것인가?’라고 하니, 윤춘년은 ‘한지원과 심전은 참으로 죄가 있다 하겠거니와, 허엽은 사림의 명망을 받고 있으니 그런 일이 있어서는 안 될 것이다.’라고 하였다. 그 사람이 또 ‘그렇다면 명망이 있는 자만을 다스리고, 사람 축에 끼지도 못할 자들은 그대로 내버려 둔단 말인가?’라고 하니, 윤춘년은 대답을 못했고 허엽은 처벌을 모면하였다.

### 삼사에서 근무
1546년(명종 1) 4월 사간원정언이 되고, 12월 홍문관부수찬(副修撰), 1547년(명종 2) 1월 다시 부수찬이 되었으며, 그해 11월 부제학 정언각, 직제학 원계검(元繼儉) 등과 함께 봉성군 이완(鳳城君 李岏)의 복작을 비판하기도 했다. 그해에 경연검토관(檢討官)을 겸하여 경연에 참여하였다. 1548년(명종 3) 2월 8일 홍문관부수찬으로 경상좌도의 분견어사로 파견되었다. 그해 9월 복귀한 뒤 사간원 헌납, 예조정랑, 1549년 2월 홍문관 부수찬, 3월 수찬이 되었다가 다시 홍문관교리, 병조정랑 등을 지냈다.
1550년(명종 5) 홍문관부수찬이 되었다가, 그해 겨울 비변사낭청이 되었다. 비변사 낭청으로 재직 중 《비변사 계회도》를 그리고, 신광한에게 기문을 청하였다. 그해 12월 22일 홍문관수찬이 되었다. 1551년 1월 6일 다시 홍문관수찬에 임명되었다가 2월 2일 다시 홍문관 교리에 임명되고, 7월 13일 다시 홍문관 교리에 임명되었다. 그해 9월 의주에 성을 쌓을 것을 상소하였다. 3월 21일 다시 홍문관교리에 임명되고, 5월 27일 사헌부지평이 되었다.
그 뒤 무재(武才)를 인정받아 1552년 7월 천거로 함경도 도순변사 이준경(李浚慶)의 종사관(從事官)에 임명되자, 양사에서 반대하였으나 명종이 듣지 않고, 바로 임명되었다. 돌아와 그해 8월 이조좌랑(吏曹佐郞)에 임명되었다. 1553년(명종 8) 1월 24일 사헌부지평이 되었다가 1월 29일 홍문관교리로 발령되었다. 같은 달 다시 사헌부지평이 되었다가 교리(敎理)가 되었으며 그해 2월 일본에서 사신이 오자 선위사(宣慰使)로 이들을 영접하였다. 일본의 선위사 안심 동당(安心東堂)은 호초(胡椒)·단목(丹木)등의 무역을 더 늘려 줄것을 청하는 서계를 가지고 와서 이를 협상, 조정하였다.

### 지방관, 변경 방어 활동
1553년(명종 8) 7월 다시 교리가 되었다. 1553년 10월 조정에서 서얼허통에 대한 의견이 나오자, 여론에 따라 허통하는 것은 미편하다는 입장에 동참하였다. 그해 12월 장흥부사(長興府使)로 나갔다. 1554년 1월 다시 종성부사(鍾城府使)로 나가 변경수비를 맡기도 하였다. 이때 그는 의주성(義州城)의 수축을 조정에 건의하였지만 받아들여지지 않았다.
1555년 평소 그를 미워하던 정대년(鄭大年)이 그가 갑자기 승진했다며 탄핵하려고 여러번 그를 견제하였다. 이감은 윤춘년(尹春年)에게 하소연했고 윤춘년은 정대년을 공격하여 관직에서 축출하려 하였다.
1555년(명종 10) 5월 아버지 이광식에게 편지를 보내 북쪽 여진족 니마차(亇車) 부락의 호인(胡人) 서응서을귀(鋤應鋤乙貴) 등이 말을 키우고 양식을 비축(備蓄)하며 항시 약탈을 준비했으나, 온성(穩城)에 쳐들어왔다가 실패한 뒤 쉽게 시도를 못하고 머뭇댄다며 정황을 보고하였다. 그의 편지는 5월 26일 아버지 이광식이 비변사에 보고하였다.
5월 순변사(巡邊使) 조광원(曺光遠)의 종사관(從事官)에 임명되어, 5월 26일 류중영(柳仲郢)과 함께 경상도 선산(善山)으로 갔다가 성주 관아로 들어왔다.
1555년(명종 10) 9월 26일 경회루(慶會樓) 아래에 나아가 유장(儒將)으로 피선(被選)된 사람들의 활쏘기에서 우승하여 상으로 특별히 당상관으로 가자되었다. 이때 양사에서 그의 승진이 부당하다는 논계가 있었으나 왕이 듣지 않았다. 그해 윤 11월 22일 황해도관찰사 겸 해주 목사(黃海道觀察使兼海州牧使)로 부임하였다. 1557년(명종 12) 4월 29일 첨지(僉知)로 재직 중 유장(儒將)과 무재가 있는 문신들을 시사(試射)할 때 우승하였다. 그해 첨지, 8월 14일 장례원 판결사, 11월 1일 승정원 동부승지를 지냈으며 12월 13일 예조 낭청으로 단경왕후의 상을 소홀히 치루었다고 탄핵을 받기도 했다. 12월 17일 사간원에서 단경왕후 상을 말할 때 출모(出母)라는 말을 문제삼았다가 대간의 공격을 받기도 했다.
1557년 장례원판결사가 되었다가, 그해 승정원동부승지가 되었다.

### 명나라 사신 방문과 귀국
1557년 명나라에서 순회세자의 세자 책봉 주청사를 파견, 우부승지로 원접사의 수행원이 되어 명나라 사신을 접대하였다. 세자 책봉고명을 받은 후 1558년 3월 17일 명종의 명으로 세자 책봉 사절을 접견한 사신들을 시상할 때 1자급 승진하였다. 같은 날 사간원이 전례라 해도 옳지 않다고 비판하여 명종이 녹을 주는 일만 취소하고, 승진은 유지하였다.
1558년(명종 13)에는 명나라에 파견되는 성절사(聖節使)로 임명되어 연경에 방문하기도 하였다. 그해 10월 20일 귀국하여 명나라의 상황을 보고하였다.
황제(皇帝)가 오래 서성궁(西成宮)에 있으며 현극보전(玄極寶殿)을 세우는데, 재초(齋醮)가 끊이지 않고 각로(閣老)와 모든 대신들이 잇달아 진향(進香)하느라 조회(朝會)를 완전히 폐했습니다. 또 봉천문(奉天門)을 지금은 대조문(大朝門)이라고 고쳐 어찰(御札)로 현판을 하고서 뜰에서 하례(賀禮)를 거행하였는데, 백관(百官)이 혹은 섰기도 하고 혹은 절하기도 하며 혹은 들어오기도 하고 혹은 나가기도 하여, 반열이 줄을 이루지 못한 채 곧 파하여 흩어졌는데 조정의 예절이 통기(統紀)가 없어 보기에 한심스러웠습니다.

각로 엄숭(嚴嵩)은 나이가 지금 83세인데 언제나 화개전(華蓋殿)에 있으며 위복(威福)이 그의 손에 달려 있고 생살(生殺)을 그 뜻대로 합니다. 엄숭의 집이 서장안문(西長安門) 밖에 있는데 사람들이 소황성(小皇城)이라고 부릅니다.

무릇 관작의 높음과 낮음이 은(銀)의 다소(多少)에 달려 있고, 아무리 작은 일이라도 뇌물이 아니면 성사되지 않으므로, 원망과 비방이 하늘에 닿아 드러내놓고 욕하고 있었습니다. 또 태자를 봉하지 않고 있는 것은 엄숭이 성산(聖筭)에 불리하다고 생각하여 봉하지 않는 것이라 했습니다.

皇帝長在西成宮, 建玄極寶殿, 齊蘸不絶, 閣老諸大臣, 相繼進香, 全廢視朝。 且奉天門, 今改爲大朝門, 以御札懸額, 行賀禮於其庭, 百官或立或拜, 或入或出, 班未成行, 卽爲罷散, 朝禮無統, 所見寒心。 閣老嚴嵩, 年今八十三歲, 而長在華盖殿, 威福在手, 生殺惟意。 嵩家在西長安門外, 而人以小皇城目之。

 凡官爵高下, 在銀多少, 事雖微細, 非賂不成, 怨讟滔天, 顯然罵詈。 且不封太子者, 嵩以爲不利於聖算而不封云。

귀국 후 승지, 경상도관찰사 겸 병마수군절도사 등을 역임하였다. 1558년 가선대부로 승진했다.

### 지방관 생활
1559년(명종 14) 4월 5일 경상도 성주를 순행하였다. 경상도관찰사로 재직 중 1559년(명종 14) 4월 6일 대마도 도주 종성장(宗盛長)이 왜구가 명나라로 가려 한다는 정보를 접하고 그대로 보고하였다. 6월 18일에는 흉년을 들어 구휼을 청하는 상소를 올렸으며, 함창사람 권찬, 권소 등 효행과 우애가 있는 인물들을 천거하여 시상을 상언하였다.
경상감사 재직 중 퇴계 이황을 찾아 깎듯이 대하였다. 후일 학봉 김성일도 그가 "경상도 방백(方伯)으로 있으면서 서당으로 찾아오자 선생께서 그를 만나 보았다."고 하였다.
1560년(명종 15) 1월 17일 동지중추부사에 임명되었다. 그해 11월 6일 경기도관찰사에 임명되었으나 바로 부임하지 못했다.
1561년(명종 16) 1월 동지중추부사, 1561년 4월 26일 경기도관찰사로 임명되었다. 이어 겸 경기도병마수군절도사를 겸임했다. 5월 21일 사헌부로부터 추향이 바르지 못하다는 이유로 파직을 청하였으나 명종이 이를 거부하였다. 그 뒤 명종이 자신의 외숙 윤원형을 견제하기 위한 목적으로 인순왕후의 외삼촌인 이량(李樑)이 등용되어 국정을 전단하자, 윤원형의 편에 있다가 시세에 좇아 이량의 심복이 되었다. 그가 이량의 심복이 되자, 1561년 5월 22일 대사헌 김홍윤(金弘胤) 등이 윤원형의 사주를 받고 그의 파직을 청하였으나 명종이 듣지 않았다. 그해 11월 8일 동지중추부사로 전직되었다. 또한 오위도총부 부총관을 겸직했다.
그는 윤원형의 인척이었으나 명종이 윤원형을 견제할 목적으로 인순왕후의 외삼촌 이량을 등용하자, 이량의 편에 가담했다. 윤원형은 사헌부를 사주하여 이감을 공격했다.
이때 이량은 사림을 공격하였는데, 이감의 당파인 이량(李樑)이 사림(士林)들을 모함하자, 이황은 당 위의 한 곳을 손가락으로 가리키면서 말씀하기를, “이곳이 아무개가 그날 앉았던 곳이다. 지척에서 마주 보았는데, 어찌 그의 악함이 이 지경에 이를 줄이야 알았겠는가.” 하면서, 오래도록 탄식하였다.

### 몰락과 유배
1562년(명종 17) 병조참판이 되었다가, 그해 4월 3일 승정원도승지가 되었으며, 중종의 능침을 고양 서삼릉 근처에서 광주 삼성리(현, 서울특별시 강남구 삼성동)로 이장할 때, 한효우(韓孝友) 등과 함께 재궁시위집사(梓宮侍衛執事)가 되어 이장을 보조한 공로로 한품계 승진했다. 9월 5일 형조참판이 되었다.
그 뒤 공조참판을 거쳐 1563년(명종 18) 6월 25일 사헌부대사헌에 기용되자, 6월 27일 그는 스스로 사양하였으나 받아들여지지 않았다. 1563년초 이량의 아들 이정빈이 이조전랑에 천거됐으나 이량과의 상피제로 이정빈 대신 그의 친구 유영길을 이조 전랑으로 추천하였다. 그러나 이문형, 허엽, 윤두수 등이 이를 반대했다.
1563년 8월 17일 그는 이량의 사주를 받고 집의 이영(李翎), 장령 황삼성(黃三省) 등과 함께, 박소립, 이문형(李文馨), 허엽(許曄), 윤두수, 윤근수(尹根秀), 기대승(奇大升), 이산해 등을 부박하게 선동한다는 이유로 탄핵하여 밖으로 내쫓으면서 다시 한번 사림에게 대대적인 타격을 가하려 하였다. 그러나 이를 막으려는 심의겸(沈義謙)의 사주를 받은 홍문관부제학 기대항의 역공격을 받는다. 8월 18일 기대항의 탄핵을 시작으로, 양사의 탄핵을 받았다. 기대승의 친척인 기대항(奇大恒) 등의 역탄핵으로 그해 8월 20일 대호군(大護軍)으로 전임되었다. 같은 날 기대항 등의 탄핵을 받고 삭탈관작되고, 바로 문외출송되었다. 그러나 이후 양사에서 여러 차례 비판, 탄핵을 받고 1563년(명종 18) 10월 10일 충청도 수안에 유배되었다.

### 유배와 교육 활동, 석방
1565년(명종 20) 1월 5일부터 양사에서 이감, 이량, 윤백원 등에게 계속 율대로 죄를 줄 것을 청하였으나 명종이 이를 듣지 않았다. 거듭된 탄핵으로 다시 배소가 옮겨져 1565년(명종 18년) 10월 함경도 경원(慶源)으로 유배되었다. 명종 말엽 윤원형 일파도 몰락하고 사림들이 득세하자 양사 및 홍문관에서 여러 차례 죄를 주자고 주장하였으나 왕의 중재로 무마되었다. 아버지 이광식이 이량의 사람 됨됨이를 미워하여 그에게 이량과 가까이 지내지 말도록 경고하였으나, 그는 아버지의 경고를 어기고 이량의 심복이 되었다.
1565년(명종 20) 11월 18일 광평군(光平君) 김명윤(金明胤)이 의금부의 죄인 명단 중 역모에 관여하지 않은 죄인들이 많다며, 투옥되거나 유배된 죄인의 사면을 명종에게 청할 때 그도 명단에 들어 있었다. 그러나 양사의 거듭된 반대로 취소되었다.
경원의 유배지에서 학문 연구로 소일하였다. 유배지에서도 학문 연구를 계속 하였고, 최대양(崔大洋) 등이 그에게서 학문을 배웠다.
경상도관찰사로 있을 때 퇴계 이황을 찾아 인사하였으며 평소 이황을 깎듯이 예우하였기에, 유배 중 학봉 김성일 등 퇴계의 문인들이 부임해왔을 때 그의 배소를 찾아 위문하기도 했다.
1571년(선조 4년) 대재앙으로 선조가 사면령을 내렸으나 양사의 거듭된 반대로 취소되었고, 1581년(선조 14) 재난으로 대사령이 내려지자 양사의 반대가 있었으나 그해 6월 석방, 방면되어 경기도 광주로 돌아왔다. 석방 후에도 그 해 11월 4일부터 그의 석방을 반대하는 사림파 양사의 합계가 올라왔지만 선조가 이를 듣지 않았다.
작품으로는 경상감사로 재직 중 지은 8대조 이의 묘갈명, 1550년에 직접 그린 비변사계회도 (備邊司契會圖) 등이 있으며, 그밖의 작품들은 현재 전하지 않는다. 1583년 윤달 음력 2월 19일에 사망하였다.

### 사후
그의 문집과 작품은 대부분 실전되었다. 현존하는 작품으로는 시 몇수와 8대조 이억의 묘갈명 등이 남아 있다. 미암 유희춘 등에게 증정한 시가 있어 유희춘이 답시를 준 것은 현재 전하나, 그가 준 시는 전하지 않는다.
그의 아들 이성헌은 서인의 공격을 받아 파직과 복관을 반복하였고, 그의 문하생들 중 최대양은 임진왜란 때 전사한다.
시신은 경기도 광주군 낙생면 대장리(현, 성남시 분당구 대장동) 후산(後山) 자좌(子坐)에 본부인 풍천임씨와 합장되었고, 문인상 석물이 있다. 앞서 사망한 본부인 풍천임씨는 1556년 4월 과천 청계 계좌(癸坐)에 안장되었다가 이장, 그해 12월 그의 묘 왼쪽에 합장하였다. 묘비는 1592년(선조 25) 겨울에 세웠으며 가의대부 사헌부대사헌 이공지묘 정부인 풍천임씨 부좌라 쓰여 있다. 비문은 만력 12년(1584년) 2월에 지었다 하며, 비문을 지은 이는 알려져 있지 않다. 후처 예산윤씨는 선영 아래 동록(同麓) 계좌(癸坐)에 매장되었으며 동자상 석물이 세워졌다.
이후 그의 후손들은 1970년대 무렵까지 대대로 경기도 광주군 낙생면 대장리 아랫장토리(벌말) 일대와 태릉 주변 일대, 언주면 신원리, 내동(내곡동) 일대에 정착해 살았다.
2017년 6월의 성남 판교대장 도시개발사업으로 2017년 8월 경기도 성남시 분당구 대장동 산 19번지에서 강원도 원주시 부론면 단강1리 산77번지 작실로 이장, 부인 풍천임씨와 합장되었다. 계비 혹은 부실인 예천윤씨 역시 합장되었다. 묘소에는 문인석 석물과 동자상 석물이 같이 세워져 있다. 근처에는 그의 4대손 송곡 이서우((松谷 李瑞雨)의 사당인 영정각(影幀閣)이 있다

## 가계
생전에 증손 이경익이 태어나는 것을 보았다.
- 증조부 : 이징(李徵)
- 증조모 : 양천허씨(陽川許氏), 사헌부장령, 의정부 사인 허적(許迪)의 딸
  - 조부 : 이지방(李之芳, 1466년 - 1537년)
  - 조모 : 함안이씨(咸安李氏), 정국공신 평안도관찰사 이세응(李世應)의 딸
  - 아버지 : 이광식(李光軾, 1493년 9월 29일 - 1563년 12월 1일)
  - 어머니 : 함안이씨(1492년 6월 27일 - 1536년 11월 7일, 양간공 이세응(李世應)의 딸)
    - 형 : 이계변(李繼邊, 요절)
    - 동생 : 이전(李戩, 1517년 1월 21일 ~ ?)
    - 제수 : 고성이씨(古城李氏), 좌랑 이광택의 딸
    - 제수 : 하빈이씨(河濱李氏), 부장 이윤우의 딸
    - 동생 : 이용(李庸+戈, 1533년 - 1591년 1월)
    - 제수 : 칠원윤씨(漆原尹氏), 윤리(尹伊)의 딸, 윤탁연(尹卓然)의 누이
    - 제수 : 여산송씨(驪山宋氏), 송맹경(宋孟璟)의 딸
    - 누이 : 우계이씨(羽溪李氏)
    - 매부 : 신경호(申景濩)
    - 누이 : 우계이씨(羽溪李氏, 1523년 11월 8일 ~ 1568년 4월 1일)
    - 매부 : 이춘림(李春林, 1518년 3월 3일 ~ 1568년 11월 16일), 감찰, 진남군 이종생(鎭南君 李終生) 차남 진례군 이형(進禮君 李衡) 증손자 사서 이원경(李元卿)의 아들
    - 누이 : 우계이씨(羽溪李氏)
    - 매부 : 윤강(尹綱), 윤원개의 아들, 윤지임의 손자
      - 조카딸 : 파평윤씨
      - 조카사위 : 이중경(李重慶, 광주인)

  - 부인 : 풍천 임씨(豊川任氏, 1515년 4월 12일 - 1556년 2월 1일), 좌참찬 정헌공 임권(任權)의 딸
    - 장남 : 이성헌(李成憲, 1534년 2월 22일 - 1601년 5월 8일)
    - 자부 : 전주이씨(全州李氏), 이한(李澣)의 딸
    - 자부 : 전주이씨(全州李氏, 1536년 ~ ?), 광원군(廣原君) 이구수(李耉壽)의 딸
      - 손자 : 이명남(李命男, 1556년 - 1619년/1623년?)
      - 손자 : 이길남(李吉男, 1561년 - 1644년), 초명은 이영남(李英男)
      - 손부 : 하동정씨(河東鄭氏, 1562년 - 1642년), 정숭조의 손자 정욱의 딸
      - 손녀 : 우계이씨(羽溪李氏)

    - 장녀 : 우계이씨(羽溪李氏)
    - 차녀 : 우계이씨(羽溪李氏, 1541년 12월 1일 ~ 1607년 5월 17일)
    - 사위 : 윤유후(尹裕後, 1541년 1월 11일 - 1606년 8월 13일), 부 윤진(尹珍), 윤탕로의 손자, 윤호의 증손

  - 부인 : 예천윤씨(醴泉尹氏) 또는 예산윤씨(禮山尹氏, 1538년 10월 28일 - 1624년 11월 11일), 윤연수(尹連壽)의 딸
    - 차남 : 이의헌(李宜憲)
    - 며느리 : 이씨, 현감 이춘림(李春林)의 딸
      - 손녀 : 1녀, 행방을 알 수 없다.[18]

    - 삼남 : 이희헌(李希憲, 1569년 6월 15일 혹은 1568년? - 1651년 11월 28일)
    - 자부 : 청주한씨(靑州韓氏, 1570년 6월 15일 - 1593년 6월 13일), 아버지 미상
    - 자부 : 금천장씨(衿川張氏, 1583년 7월 18일 - 1636년 1월 26일), 사과 장득해(張得海)의 딸
      - 손자 : 이원빈(李元賓, 1608년 ~1671년)
      - 손자 : 이원례(李元禮)
      - 손자 : 이원로(李元老)

    - 사남 : 이유헌(李有憲)
      - 손자 : 이원두(李元斗, 사용)

    - 삼녀 : 우계이씨(羽溪李氏)
    - 사위 : 권봉수(權奉洙, 안동인)
      - 외손 : 미상, 이감 묘갈명에는 생 1남, 여개유(餘皆幼)라 하여 어린 외손 몇명의 존재가 더 있다고 기록되었다.

- 장인 : 임권(任權, 1486 ~ 1557, 풍천임씨)
- 장모 : 영산신씨(辛氏), 신제담의 딸
  - 처남 : 임중신(任重臣, 1517년 - 1580년, 풍천임씨)
- 처조부 : 임유겸

- 장인 : 윤연수(尹連壽, ? ~ ?, 예천윤씨 또는 예산윤씨)

- 외조부 : 이세응(李世應, 1473년~1528년 8월 26일)
- 외조모 : 경주김씨(慶州金氏), 사헌부집의 김순(金楯)의 딸

## 평가와 비판
사림파와 사이가 좋지 않았으며 이량의 몰락 이후 윤원형 일파 역시 몰락하면서 그는 사림파로부터 비토의 대상이 되었다.

## 작품
신광한의 기재집에 의하면 그는 1550년 당시 비변사 계회도를 몇 장 그렸다고 하나, 현재 전하지 않는다.
- 8대조 가정대부 중추원부사 겸 의흥친군위동절제사 이억 묘갈명
- 비변사계회도 (備邊司契會圖)

## 시
명종 때 경상도관찰사로 소수서원에 들러 경렴정에서 읊은 시
山擁美高色 / 아득히 둘러싼 산세 사이로

溪流不息聲 / 시냇물 흐르는 소리 그치지 않네

登臨遐相足 / 높은 곳에 올라 본 광경 좋은데

莫過一孤亭 / 외로이 선 정자를 저물어 지나노라

## 같이 보기
| - 이경항 - 이광식 - 이복남 - 임권 - 임유겸 - 윤연수 - 이전 - 이성헌 - 이량 - 윤원형 - 이량 - 고맹영 - 이지방 - 밀성군 - 이서우 | - 고맹영 - 김안로 - 김효원 - 봉석주 - 신사헌 - 윤원형 - 윤원로 - 윤임 - 이기 - 윤근수 - 윤두수 - 이수형 - 정인지 - 정숭조 - 정현조 |

## 참고 문헌
- 인종실록
- 명종실록
- 선조실록
- 대동야승
- 국조보감
- 연려실기술
- 국조방목
- 평산부선생안(平山府先生案)
- 간이집 제2권, 敦寧都正尹公墓碣陰記

## 관련 서적
- 신봉승, 조선의 정쟁 (동방미디어, 2001)